# A Fővárosi Nagycirkusz 2009-es évadja
Ez a szócikk a Fővárosi Nagycirkuszhoz kapcsolódó fejezet.
A Fővárosi Nagycirkusz 2009-es évadja 2009. február 28-án kezdődött és 2010. január 3-án ért véget. A Nagycirkusz ebben az évben ünnepelte fennállásának 120. évfordulóját, így e alkalommal egy nemzetközi és magyar fellépőkből összeállított műsor, majd annak kiegészített változata futott az évad során.

## Az évad bemutatói
| Az előadás címe       | Szezon      | Premier előadás   | Utolsó előadás      | Megjegyzés                                                             |
| --------------------- | ----------- | ----------------- | ------------------- | ---------------------------------------------------------------------- |
| Jubileumi Gála        | tavasz–nyár | 2009. február 28. | 2009. augusztus 30. | A Fővárosi Nagycirkusz 120. születésnapjára rendezett ünnepi gálaműsor |
| Jubileumi Gála RÁADÁS | ősz         | 2009. október 3.  | 2010. január 3.     | A Fővárosi Nagycirkusz 120. születésnapjára rendezett ünnepi gálaműsor |

## Jubileumi Gála

### Műsorrend
1. rész
1. Hungária csoport – gladiátorok (Magyarország)
2. Saabel család – magasiskola lovaglás (Olaszország)
3. Henry Ayala – bohóctréfa (Venezuela)
4. Kiss Kata – hullahop (Magyarország)
5. Duó Markovy – légtornászok (Oroszország)
6. Henry Ayala – bohóctréfa (Venezuela)
7. Alexandra – kézegyensúlyozó (Olaszország)
8. Kevin Huesca – humoros hasbeszélő (Olaszország)

2. rész
1. Tom Dieck Jr. – oroszlánidomítás (Németország)
2. Henry Ayala – bohóctréfa (Venezuela)
3. Duo Orloczy – perzs egyensúlyozás (Magyarország)
4. Saabel család – játékos kutyák (Olaszország)
5. Kristóf Krisztián – zsonglőr (Magyarország)
6. Otgontsetseg – hajlékony akrobatika (Mongólia)
7. Ayala – magasdrót (Venezuela)
8. Hungária csoport – úgródeszka (Magyarország)

## 120. születésnapi gála
2009. május 8-án születésnapi gálaműsort rendeztek.
1. Nyitány – a Fővárosi Nagycirkusz zenekara (karmester, Maka Attila)
2. Baross Imre Artistaképző Szakközépiskola – nyitókép (régi cirkuszi produkció)
3. Farkas Gábriel – ének és festészet
4. HuNKuN DaNCe – néptánc
5. Adagio Hunnia – pas de deux (balett tánc)
6. Koltai Róbert – ének és próza
7. Bodrogi Gyula – ének és tánc
8. Universade magyar válogatott – ritmikus gimnasztika
9. Mága Zoltán és az Angyalok – hegedű koncert
10. Quinterion, HuNKuN DaNCe, Demjén Natália – Ritmus finálé (új cirkuszi produkció)
11. Finálé

## Jubileumi Gála RÁADÁS

### Műsorrend
1. rész
1. Hungária csoport – gladiátorok (Magyarország)
2. Garaginján – majom és kígyó idomítás (Oroszország)
3. Kiss Kata – hullahop (Magyarország)
4. Henry Ayala – bohóc kalappal (Venezuela)
5. Duo Orloczy – perzs egyensúlyozás (Magyarország)
6. Axt Elizabeth – kézen egyensúlyozás (Magyarország)
7. Henry Ayala – bohóc pincér (Venezuela)
8. Spindler – afrikai elefántok (Németország)

2. rész
1. Garaginján – zebra, teve, láma, kengurú bemutatója (Oroszország)
2. Henry Ayala – bohóc karmester (Venezuela)
3. Axt Elizabeth – trapéz (Magyarország)
4. Kristóf Krisztián – zsonglőr (Magyarország)
5. Otgontsetseg – hajlékony akrobatika (Mongólia)
6. Ayala – magasdrót (Venezuela)
7. Hungária csoport – úgródeszka (Magyarország)